# Banda de James-Younger

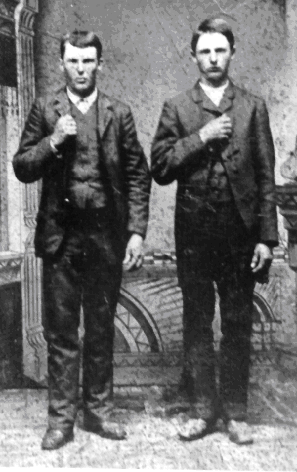
Jesse y Frank James (1872).

La banda de James-Younger fue una de las pandillas criminales más reconocidas en los Estados Unidos durante el siglo XIX. La mayoría de sus miembros realizaron actividades guerrilleras en la Guerra de Secesión del lado confederado, e iniciaron sus fechorías el año de 1866. El último atraco fue realizado en la localidad de Northfield, Minnesota, diez años después.

## Integrantes
La mayoría de los miembros de la banda habían sido parte de la guerrilla de William Quantrill que tuvo acción durante la Guerra de Secesión. En consecuencia, muchos de sus bandoleros eran afectos a la causa sudista y terminada la guerra —y en medio de la dura reconstrucción de las zonas golpeadas por el conflicto— optaron por ser delincuentes. De hecho existe debate si estos malhechores escogieron la vida criminal, bien por ser constantemente molestados por las fuerzas de la Unión, o bien como una manera de seguir la guerra por otros medios. A pesar de todo, lo cierto es que la pandilla tenía un amplio apoyo de los residentes donde eran conocidos, no necesariamente ex confederados. Asimismo, no era extraño que algún granjero acompañara al grupo para realizar alguna fechoría, y ganar algún dinero para pagar sus deudas. Los robos de la pandilla fueron conocidos desde el año 1868, aunque hay indicios que iniciaron en 1866. Los integrantes principales incluían a los hermanos James (Jesse y Frank) y los hermanos Younger (Cole, Jim, John y Bob). En total, en la banda pudieron haber participado hasta treinta y cuatro individuos a través de los años.
La camarilla no tenía un líder en particular, sin embargo, era Jesse quien tenía la cualidad de caudillo por su arrojo, y Cole Younger, por su parte, mantenía unido al grupo por su experiencia. Por otro lado, la relación entre los hermanos James no era la mejor debido a sus personalidades distintas, pues disentían de continuo. No obstante, en más de una ocasión se apoyaron el uno al otro en momentos críticos al huir bajo las balas en sus atracos. Asimismo, Jesse era muy querido en el condado donde su madre residía, pues ayudaba a los vecinos con dinero, ropa, o defendía a quien era asediado por los terratenientes. En correspondencia, su entorno vecinal procuraba desviar o despistar a los investigadores que se allegaban a buscar información o detenerlos. Este talante, además de sus hazañas, dio popularidad a la pandilla.

## Episodios significativos

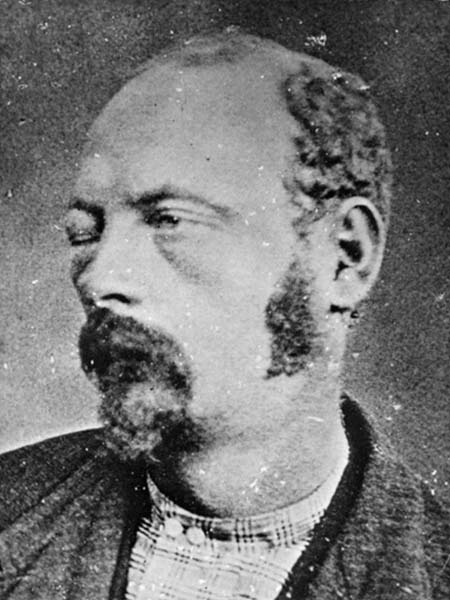
Cole Younger (1883).

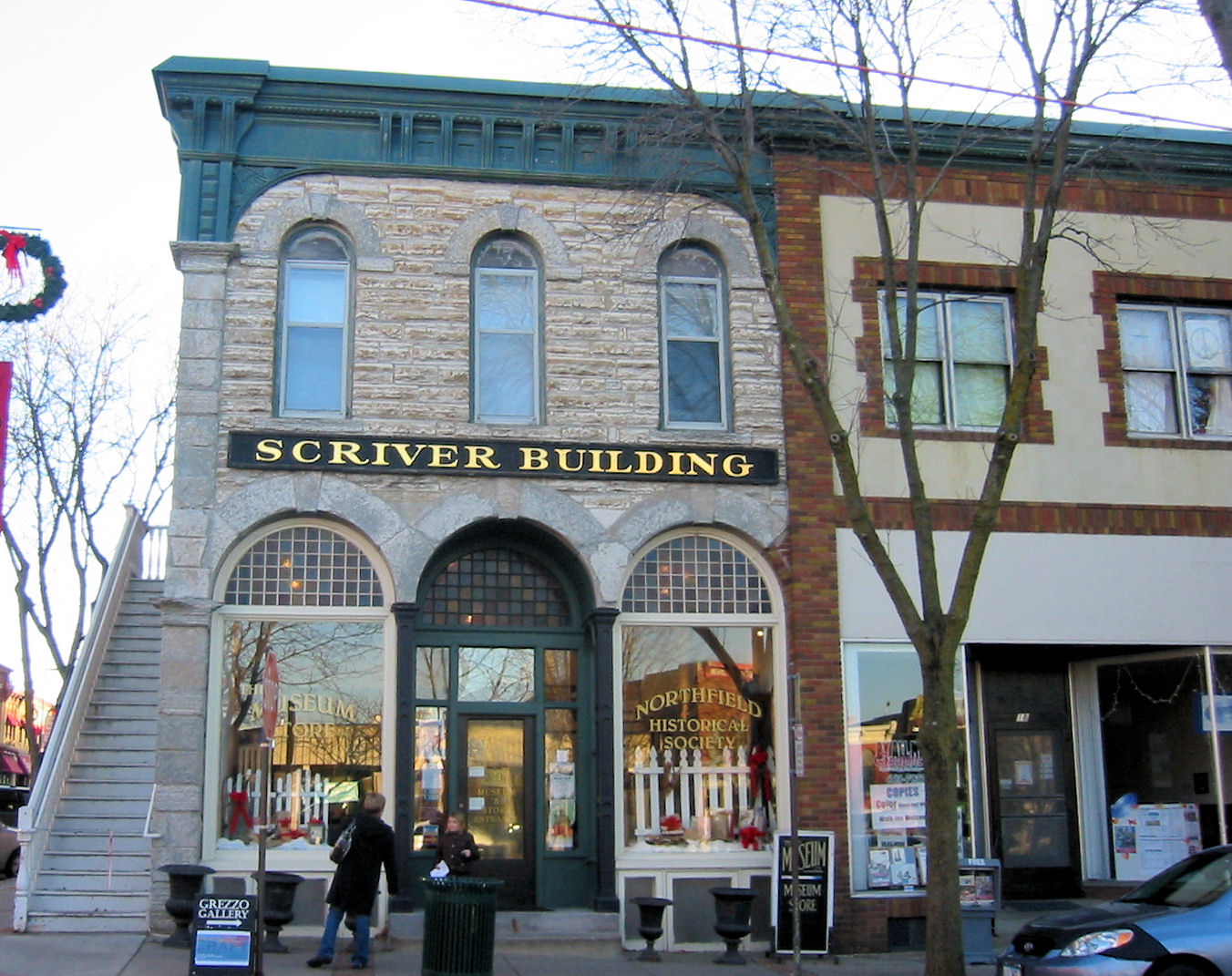
Vista actual del edificio que contenía el First National Bank en Northfield.

El primer asalto de la banda fue realizado en el Clay County Savings Association, en Liberty, Misuri, el 13 de febrero de 1866. En ese lugar se apropiaron de US$ 60.000 en lo que se considera el primer robo realizado en los Estados Unidos en pleno día. En la huida fue asesinado un chico de 17 años. Archibald J. Clement, liquidado en diciembre, era el sospechoso de liderar la banda en ese atraco. En los siguientes siete años, por ciertos intervalos de meses, la pandilla cometió unos nueve delitos, principalmente en Misuri y otros en Iowa y Kentucky.
A pesar de la búsqueda organizada por las autoridades, con el pasar del tiempo, ninguna daba resultado. La banda, aparte del apoyo de los vecinos, se escondía en lugares de difícil acceso como las cavernas Meramec en Misuri. Empero, la vigilancia sobre los bancos se hizo más severa a mediados de los años 1870, lo que obligó a la banda a relajarse por un tiempo. Posteriormente cambiaron su objetivo a las diligencias, sin mucho éxito, pues en esa época el transporte en boga era el tren. Acorde a las circunstancias, el mismo Frank James abordaba las máquinas para investigar el monto de dinero que transportaban. Y, cierto día, informó a sus compinches de la existencia de un convoy con cien mil dólares a bordo que transitaría por Adair, (Iowa). El 20 de julio de 1873 el grupo de bandoleros logró hacer descarrilar el tren, encañonó a los pasajeros y buscó el botín; mas para su mala suerte solo había dos mil dólares en valores, ya que el principal monto había sido transportado temprano ese día. Lejos de desmoralizarse, intentaron otro atraco en un ferrocarril que pasaría por la localidad de Gad´s Hill, en enero de 1874, y obtuvieron diez mil dólares.
Según leyendas locales, en ese tren se encontraba Allan Pinkerton, jefe y fundador de la prestigiosa Agencia Nacional de Detectives Pinkerton, por lo que, herido en su orgullo profesional, persiguió sin tregua de ahí en adelante a toda la banda, aunque sin alcanzar resultado alguno. Esto se debía, precisamente, a que los vecinos ocultaban dónde residían ellos y sus familiares. En medio de las indagaciones, Jesse contrajo nupcias con Zerelda Amanda Mimms en abril de 1874, y tiempo después lo hizo su hermano Frank. Gracias a esta protección ambos pudieron llevar un tranquilo matrimonio.
No obstante, una noche de finales de enero de 1875, un grupo de individuos llegó en búsqueda de los James a la residencia de su madre, pues sospechaban que estaban en ese lugar. En el asedio hicieron explotar una bomba que cercenó un brazo a la madre de los James —que no estaban en la casa— y mató a Archie James, un medio hermano de Jesse que padecía retraso mental. Aunque presumiblemente fueron agentes de Pinkerton quienes realizaron el ataque, la oficina negó cualquier participación. Jesse, perturbado por el incidente, juró venganza contra Allan Pinkerton y, al parecer, viajó a Chicago con el propósito de asesinarlo, si bien no consiguió poder abordarlo. Al final, Jesse decidió vengarse directamente a través de saquear el patrimonio de los potentados del norte del país, poniendo como objetivo para su próximo atraco al First National Bank, en Northfield (Minnesota), prestigioso banco del Medio Oeste de Estados Unidos, del que dos accionistas principales eran acusados de arruinar el derrotado sur del país.

### Último asalto
Northfield fue la localidad donde se realizó la última acción de la banda, el 7 de septiembre de 1876. En esta vecindad la mayoría de los habitantes eran de ascendencia sueca, pero orgullosos de su nacionalidad estadounidense y también muy dispuestos a defender lo suyo. Al avistar el banco, Jesse, Frank y Bob penetraron en el interior del edificio, mientras Cole y Jim Younger, Bill Chadwell, Clell Miller, y Charlie Pitts se mantenían vigilantes afuera. Estos movimientos hicieron sospechar a los vecinos, quienes poco a poco montaron la defensa. Un vendedor se acercó a Clell Miller y le preguntó qué ocurría; aunque solo recibió un empujón del delincuente y un reproche, esto bastó para que los circunstantes se acercaran y se formara un pequeño barullo. Dentro del banco, el cajero fue instado a entregar todo el dinero, pero se negó aclarando que la caja de seguridad contaba con un dispositivo de apertura retardada. Ante un aviso de Cole de que la banda estaba llamando la atención y siendo rodeada por hombres armados, los delincuentes interrumpieron el atraco y, a causa de la frustración, el cajero fue asesinado por un encolerizado Pitts. En el intento de huida, Miller y Chadwell resultaron muertos, y Cole Younger herido. Jesse y Frank lograron escabullirse, lo mismo que Bob, pero éste fue herido en medio del tiroteo. 
En la desbandada posterior la pandilla se escindió en dos grupos: en uno estaban los hermanos Younger y Pitts —quien murió durante la marcha—, y en el otro los James. El 21 de septiembre los primeros fueron alcanzados por una partida de búsqueda y los Younger fueron enviados a prisión. Los James, por su parte, lograron permanecer escondidos en Nashville (Tennessee) durante tres años. A pesar de todo, ambos hermanos formaron un nuevo grupo delictivo conocido como "banda de los James".